# ما الذي قدمناه للرب (فلم)
ما الذي قدمناه للرب ؟ (بالفرنسية: ? Qu'est-ce qu'on a fait au Bon Dieu) هو فيلم كوميدي فرنسي من إخراج فيليب دو شوفرون، وصدر في 16 أبريل 2014.

يتناول الفيلم قضية العنصرية والزواج متعدد الثقافات بلجهة كوميدية وساخرة. يسرد الفيلم قصة زوجان فرنسيان ينتميان للطبقة البرجوازية المحافظة المسيحية الكاثوليكية، رزقا بأربعة بنات، ثلاثة منهن تزوجن بفرنسيين من أصول أجنبية، وهو ما لم يرق للوالدين، أحدهم مغاربي وآخر يهودي والثالث صيني. إبنتهم الرابعة، التي كانوا عاقدين فيها العزم والأمل، أعلنت لهم أنها ستتزوج بمسيحي، حينها غمرتهم الفرحة، ولكن أخفت عنهم أنه ذو بشرة سمراء ومن أصول أفريقية، حتى موعد لقائهم الذي أصيبوا فيه بالإحباط. ينتهي الفيلم بزواج البنت الرابعة مع صديقها، وبتقارب العائلتين والأصهار الأربعة، وغياب كل مظاهر العنصرية وإلغاء الآخر.

الفيلم هو هو أكبر نجاح في شباك التذاكر الفرنسي من حيث الإيرادات لسنة 2014، ويقع في المركز السادس في تاريخ شباك التذاكر من حيث الإيرادات في تاريخ السينما الفرنسية.

الفيلم لم يعرض في الولايات المتحدة لأنه اعتبر عنصري وكذلك نظرة كوميديا المجموعات العرقية والأصول ليست نفسها في فرنسا التي لا تحتوي تعصب عرقي أو ديني.

## القصة
كلود فرنوي، كاتب عدل ينتمي لفكر شارل ديغول المحافظ، وزوجته ماري ينتميان للبرجوازية المسيحية، رزقا بأربعة بنات: إيزابيل، أوديل، سيغولين ولور.
 
الثلاثة الأولى كن قد تزوجن من ثلاثة فرنسيين من أصول مهاجرة أجنبية ومن ديانات مختلفة: إيزابيل وهي محامية، متزوجة من رشيد بن عاصم، محامي هو أيضا وهو مسلم. أوديل، طبيبة أسنان، متزوجة من دافيد بينيشو، يهودي سفاردي، وهو رجل تجاري عاطل عن العمل. سيغولين، رسامة، متزوجة من شاو لينغ، موظف بنكي من أصل صيني.

الوالدان فرنوي، يقومان بابتسامات كاذبة أمام أصهارهم، ولكن يصعب عليهم إخفاء عنصريتهم، خاصة كلود. اجتماعات العائلة والأصهار، دائما ما تتشنج فيها الأوضاع، ويتكهرب فيها الجو العام بسبب الحماقات والكليشيهات التي تقال حول الأجانب التي يتفوه بها الوالد كلود، وكذلك من قبل رشيد، دافيد، وشاو، الذين لا يختلطون مع بعضهم البعض، ويهينون بعضهم البعض بإهانات دينية وعرقية.

الوالدان فرنوي، يعقدون الأمل في إبنتهم الصغرى، لور، لتتزوج وتجلب معها للمنزل رجل مسيحي، ووصل بهم الحد لدعوة شاب قبيح إلى المنزل ليقابل لور وهو ينتمي لعائلة برجوازية من الجهة ويعمل موظف في بنك في الولايات المتحدة. ولكن، لا يعلم الوالدان أن لور هي في الحقيقة لديها علاقة صداقة وتعتزم الزواج. عندما أعلنت لوالديها أنها ستتزوج من شاب مسيحي واسمه شارل مثل الرئيس والزعيم الفرنسي شارل ديغول، فرحوا كثيرا وغمرتهم النشوة ولم يهتموا لمهنته ككوميدي. لكن في أول مقابلة معه، اكتشفوا أن شارك كوفي له أصل من ساحل العاج، وهو أسود أفريقي. بعد ذلك، قابل الزوجان فرنوي، والد شارل، وهو عسكري متقاعد صارم، متعصب وغير متسامح ولا يوافق الاحتلال الأوروبي لأفريقيا. بعد هذا، بدأ الزوجان فالدخول في حالة من الإحباط القوي.

في نهاية الفيلم، اختف كل هذا الشعور بالعنصرية وإلغاء الاخرين، ونتجت علاقة تحابب وتفاهم بين الوالدان والأصهار الأربعة وعائلتهم في جو من التسامح العرقي والديني الذي يتخلله تهكم وضحك على الكليشيهات وعادات كل شخص.

## الممثلين وتوزيع الأدوار
| الممثل           | الدور في الفيلم                                                            | الدور في الفيلم                                                            | الدور في الفيلم                                                                             |
| ---------------- | -------------------------------------------------------------------------- | -------------------------------------------------------------------------- | ------------------------------------------------------------------------------------------- |
| كريستيان كلافييه | كلود فرنوي                                                                 | Claude Verneuil                                                            | برجوازي من تيار شارل ديغول الفكري، مسيحي ومحافظ. أب العائلة.                                |
| شانتال لوبي      | ماري فرنوي                                                                 | Marie Verneuil                                                             | برجوازية، مسيحية ومحافظة. أم العائلة.                                                       |
| أري أبيتان       | دافيد موريس إسحاق بينيشو                                                   | David Maurice Isaac Benichou                                               | يهودي سفاردي، زوج أوديل، يحاول إنشاء مشروع تجاري في الطعام العضوي.                          |
| مهدي سعدون       | رشيد عبدول محمد بن عاصم                                                    | Rachid Abdul Mohammed Ben Assem                                            | مغاربي مسلم، زوج إيزابيل، محامي مختص في الشباب المتعلق بالقضايا الإجرامية.                  |
| فريدريك شو       | شاو بيار بول لينغ                                                          | Chao Pierre Paul Ling                                                      | صيني، زوج سيغولين، موظف بنكي.                                                               |
| نوم دياوارا      | شارل كوفي                                                                  | Charles Koffi                                                              | مسيحي، أصله من ساحل العاج وأسمر البشرة، زوج لور، يعمل كوميدي.                               |
| فريدريك بيل      | إيزابيل سوزان ماري فرنوي - بن عاصم                                         | Isabelle Suzanne Marie Verneuil-Ben Assem                                  | زوجة رشيد. البنت الأولى لعائلة فرنوي.                                                       |
| جوليا بلاتون     | أوديل إوغات ماري فرنوي - بينيشو                                            | Odile Huguette Marie Verneuil-Benichou                                     | زوجة دافيد. البنت الثانية لعائلة فرنوي. طبيبة أسنان.                                        |
| إميلي كون        | سيغولين شانتال ماري فرنوي - لينغ                                           | Ségolène Chantal Marie Verneuil-Ling                                       | زوجة لينغ. البنت الثالثة لعائلة فرنوي. رسامة.                                               |
| إلودي فونتون     | لور فرنوي - كوفي                                                           | Laure Verneuil-Koffi                                                       | زوجة شارل. البنت الرابعة لعائلة فرنوي. تعمل في الدائرة القانونية في قناة لا شان أنفو (LCI). |
| باسكال نزونزي    | أندريه كوفي                                                                | André Koffi                                                                | أب شارل، عسكري متقاعد.                                                                      |
| ساليماتا كاماتي  | مادلان كوفي                                                                | Madeleine Koffi                                                            | أم شارل.                                                                                    |
| تاتيانا روجو     | فيفيان كوفي                                                                | Viviane Koffi                                                              | أخت شارل.                                                                                   |
| إيلي سمون        | الطبيب النفساني الذي عايدته ماري.                                          | الطبيب النفساني الذي عايدته ماري.                                          | الطبيب النفساني الذي عايدته ماري.                                                           |
| لويك لوجوندر     | قس مدينة شينون.                                                            | قس مدينة شينون.                                                            | قس مدينة شينون.                                                                             |
| نيكولا بوكار     | طبيب مدينة شينون.                                                          | طبيب مدينة شينون.                                                          | طبيب مدينة شينون.                                                                           |
| دافيد سال        | الشرطي الذي تفاوض معه الأصهار الأربعة لإخراج كلود وأندريه من الحجز المؤقت. | الشرطي الذي تفاوض معه الأصهار الأربعة لإخراج كلود وأندريه من الحجز المؤقت. | الشرطي الذي تفاوض معه الأصهار الأربعة لإخراج كلود وأندريه من الحجز المؤقت.                  |
| أكسال بوت        | الشاب ذو الشعر الأشقر.                                                     | الشاب ذو الشعر الأشقر.                                                     | الشاب ذو الشعر الأشقر.                                                                      |
| إيفون غرادليه    | سائحة.                                                                     | سائحة.                                                                     | سائحة.                                                                                      |
| لسعد الصلعاني    | جزار اللحوم العربي.                                                        | جزار اللحوم العربي.                                                        | جزار اللحوم العربي.                                                                         |
| نيكولا بوشو      | كزافييه دوبي جومبار                                                        | Xavier Dupuy-Jambard                                                       | الشاب القبيح العامل في القطاع المالي والبنكي.                                               |
| فيليب برتان      | جان جيروم                                                                  | Jean-Jérôme                                                                | أحد سكان مدينة شينون.                                                                       |

## الإنتاج

### التصوير
تم تصوير الفيلم أساسا في العاصمة الفرنسية باريس، وضاحيتيها مونتروي وروي-مالميزون، وكذلك في إقليم النورماندي في الشمال. عدة صور من قصر مدينة شينون (إقليم أندر ولوار) تم أخذها في 10 ديسمبر 2013.

## المشاهدين والإيرادات المالية

### عدد المشاهدين
| الدولة         | تاريخ الصدور   | عدد المشاهدين                             |
| -------------- | -------------- | ----------------------------------------- |
| فرنسا          | 16 أبريل 2014  | 181 353 12 مشاهد                          |
| ألمانيا        | 24 يوليو 2014  | 180 769 3 مشاهد                           |
| إسبانيا        | 19 ديسمبر 2014 | 000 056 1 مشاهد                           |
| سويسرا         | 16 أبريل 2014  | 542 494 مشاهد                             |
| بلجيكا         | 16 أبريل 2014  | 000 420 مشاهد                             |
| النمسا         | 25 يوليو 2014  | 000 393 مشاهد                             |
| إيطاليا        | 5 فبراير 2015  | 425 356 مشاهد                             |
| كوريا الجنوبية | 16 أكتوبر 2014 | 384 190 مشاهد                             |
| كيبيك          | 1 أغسطس 2014   | 000 152 مشاهد                             |
| اليونان        | 5 يونيو 2014   | 000 126 مشاهد                             |
| بولندا         | 14 نوفمبر 2014 | 000 100 مشاهد                             |
| البرتغال       | 24 يوليو 2014  | 561 62 مشاهد                              |
| هولندا         | 26 يونيو 2014  | 546 58 مشاهد                              |
| روسيا          | 17 يوليو 2014  | 718 57 مشاهد                              |
| جمهورية التشيك | 23 أكتوبر 2014 | 626 52 مشاهد                              |
| السويد         | 17 أكتوبر 2014 | 687 48 مشاهد                              |
| لبنان          | 19 يونيو 2014  | 095 42 مشاهد                              |
| رومانيا        | 14 نوفمبر 2014 | 000 20 مشاهد                              |
| المغرب         | 23 أبريل 2014  | 961 19 مشاهد                              |
| تركيا          | 22 أغسطس 2014  | 708 11 مشاهد                              |
| سلوفينيا       | 5 سبتمبر 2014  | 957 8 مشاهد                               |
| سلوفاكيا       | 23 أكتوبر 2014 | 827 7 مشاهد                               |
| سلوفاكيا       | 28 مايو 2014   | 200 2 مشاهد                               |
| أذربيجان       | 17 يوليو 2014  | 700 مشاهد                                 |
| العالم         |                | 298 804 19 مشاهد 000 100 174 دولار أمريكي |

### في فرنسا
في أول يوم له في قاعات السينما، حقق الفيلم 723 200 مشاهد، منهم 799 49 مشاهد في باريس وضواحيها. في أول أسبوع له، عرض الفيلم في 621 قاعة سينما، واحتل مباشرة المركز الأول في أكثر الأفلام مشاهدة في هذا الأسبوع في فرنسا ب249 680 1 مشاهد، وذلك أمام ريو 2، الذي كان في المركز الأول الأسبوع السابق. الأسبوع الموالي، تم عرض الفيلم في 18 قاعة سينما إضافية، وارتفع عدد المشاهدين أيضا إلى 346 734 1 مشاهد، ليحقق عدد مشاهدين إجمالي بعد أسبوعين من بدأ عرضه مقدر ب595 414 3 مشاهد، والذي يضمن له المركز الأول لحد ذلك الوقت. بالرغم من الانخفاض الطفيف خلال الأسبوعين اللاحقين، تمكن فيلم ما الذي قدمناه للرب  من الحصول على عدد أكبر من قاعات العرض تصل إلى 721 قاعة في فرنسا. استطاع أن يحتفظ بصدارته لأفضل فيلم فرنسا حسب المداخيل المالية لمدة أسبوعين آخرين ب540 715 6 مشاهد. انتظر الفيلم أسبوعه الرابع من العرض ليصبح الفيلم الأول الأكثر مشاهدة في فرنسا خلال سنة 2014 بعد أن تجاوز سوبركوندرياك لمخرجه داني بون الذي حقق 796 266 5 مشاهد.

لكن، في الأسبوع الخامس، وبالرغم من عرضه في 821 قاعة سينما، تراجع الفيلم للمركز الثاني حسب عدد المشاهدات في الأسبوع، وذلك وراء غودزيلا، ولكن تجاوز حاجز ال7 مليون مشاهد. بفضل عيد السينما في فرنسا، احتل الفيلم ثانية المركز الأول حسب عدد المشاهدين في أسبوعه السابع، محققا بذلك 677 962 9 مشاهد منذ بدأ عرضه.
 
في 2 يوليو 2014، مع 338 354 10 مليون مشاهد، احتل المركز 18 في تاريخ الأفلام التي عرضت في فرنسا حسب الإيرادات المالية. تجاوز الفيلم عتبة 12 مليون مشاهد أثناء أسبوعه العشرون. مع أكثر من 12.3 مليون مشاهد، احتلا لفيلم المركز 14 في تاريخ الأفلام التي عرضت في فرنسا حسب الإيرادات المالية، وكذلك في نفس الوقت احتل المركز 6 في تاريخ الأفلام الفرنسية حسب الإيرادات المالية. إنتهى عرض الفيلم في الصالات في أسبوعه 27 ب181 353 12 مشاهد.

ماليا، حقق الفيلم أرباح في فرنسا تقدر ب78.1 مليون يورو (86.5 مليون دولار أمريكي)، أي نسبة عائدات ب366% مقارنة بميزانيته المقدرة ب13 مليون يورو.

### في العالم
صدر الفيلم في 16 أبريل 2014 في بلجيكا أين حقق 306 950 2 يورو (أي 463 421 مشاهد)، والذي يحقق له المركز الثاني لأكثر فيلم فرنسي حقق إيرادات في بلجيكا في 2014، وراء فيلم لوسي لمخرجه لوك بيسون. في 26 أكتوبر 2014، الإيرادات المالية الدولية التي سكلت للفيلم ناهزت 000 400 148 دولار أمريكي. في 21 ديسمبر 2014، وصلت أرباح الفيلم إلى 670 576 151 دولار أمريكي. في النهاية، حقق الفيلم أرباح تجاوزت 000 100 174 دولار أمريكي.

## الجدل في الولايات المتحدة
في الوقت الذي حقق فيه فيلم ما الذي قدمناه للرب؟ أرباح طائلة وشهرة واسعة في فرنسا وفي أوروبا، لم تتسنى له نفس الفرصة على أراضي الولايات المتحدة، لأنه لم يسمح له بالعرض في قاعات السينما، لأنه عنصري جدا في نظر الأمريكيين حسب مجلة لو بوان الفرنسية. في الواقع، صابين الشمالي، المديرة الدولية لقناة تي أف 1 الفرنسية والمكلفة بالمفاوضات الدولية للأفلام الطويلة، قالت أن الأمريكيين لديهم «نظرة ونهج ثقافي مختلف جدا» عن الفرنسيين، لأنهم لا يمكنهم أبدا تحمل الضحك والتهكم على «السود، اليهود أو الآسيويين». كان المسؤولون السينمائيون الأمريكيون منبهرون بالنجاح الذي حققه الفيلم، إلا أنهم رفضوا عرضه في قاعات السينما. يذكر أن فيلم المنبوذون، أكثر فيلم فرنسي حقق إيرادات مالية في 2011، عرف نفس المشاكل في الولايات المتحدة، ولكن لم يمنعه ذلك من عرض الفيلم بطريقة محدودة.

## مقالات ذات صلة
- زواج مختلط (فيلم 2004)
- هل بقي لحم الهام (فيلم)

## روابط خارجية
- ما الذي قدمناه للرب على موقع IMDb (الإنجليزية)
- ما الذي قدمناه للرب على موقع روتن توميتوز (الإنجليزية)
- ما الذي قدمناه للرب على موقع قاعدة بيانات الأفلام العربية
- ما الذي قدمناه للرب على موقع ألو سيني (الفرنسية)
- ما الذي قدمناه للرب على موقع أول موفي (الإنجليزية)
- ما الذي قدمناه للرب على موقع فيلمافينيتي (الإسبانية)
- ما الذي قدمناه للرب على موقع قاعدة بيانات الأفلام السويدية (السويدية)
- ما الذي قدمناه للرب على موقع قاعدة بيانات الفيلم (الإنجليزية)
- ما الذي قدمناه للرب على موقع ليتربوكسد (الإنجليزية)
- ما الذي قدمناه للرب على موقع كينوبويسك (الروسية)

- ما الذي قدمناه للرب على قاعدة بيانات الأفلام على الإنترنت.
- ما الذي قدمناه للرب على ألو سيني.